# Соматотропин
Соматотропин (соматотропен хормон, наречен още растежен хормон) е пептиден хормон. Името му идва от гръцки: σῶμα /soma/ тяло и τροφή /trophe/ храна (букв. храна за тялото). Той отговаря за растежа на костите, както и за белтъчната и въглехидратна обмяна в тялото. Той се отделя от предния дял на хипофизата (аденохипофиза).
Ефектът му се изразява в повишаване на обмяната на веществата в клетките и особено на белтъчната синтеза. При отделяне на по-малки количества (хипосекреция) от този хормон, растежът на децата изостава. Развива се нанизъм (хипофизарен нанизъм), децата са с нормални умствени възможности и със симетрични тела. Хиперфункцията при деца води до заболяването гигантизъм. Индивидите са с много висок ръст (230 – 250 cm). Когато увеличението на хормоналната секреция се появи за първи път след приключване на периода на растежа, се развива заболяване, наречено акромегалия. Най-често е вследствие на тумор на хипофизата. Изразява се в задебеляване на късите кости на тялото, нарастване на някои от органите (език, черен дроб) и смущения в зрението.

## Соматропин
Соматропинът е синтетичната форма на растежния хормон, който се синтезира с помощта на рекомбинантни ДНК технологии.